# Perizoma griseata
Perizoma griseata là một loài bướm đêm trong họ Geometridae.